# خیانت بورن
خیانت بورن (به انگلیسی: The Bourne Betrayal) رمانی جاسوسی، ترسناک و هیجانی می‌باشد که مربوط به سری رمان‌های جیسون بورن است. این رمان توسط رابرت لادلام ایجاد شده و اریک ون لادسبیدر آن را نوشته‌است. این کتاب در ژوئن ۲۰۰۷ منتشر شد و دومین رمان لادسبیدر بعد از بورن، میراث که در ۲۰۰۴ منتشر شد، می‌باشد. لادسبیدر همچنین ادامه‌ای برای این کتاب به نام بورن، مجازات نوشته‌است.

## مقدمه داستان
در اولین قسمت داستان، جانشین رئیس سی‌آی‌ای در راس دجن، بزرگترین قله از کوه‌های سیمن، به سر می‌برد. او در حال ردیابی یکی از بزرگترین محموله‌های کیک زرد و اورانیوم است که از سوی تروریست‌ها جابجا می‌شود. او توسط تروریستی به نام فادی یکی از مسلمانان افراطی و رهبر گروه دوجا و دوستانش مورد حمله قرار می‌گیرد و تمام دوستانش کشته و او ربوده می‌شود. نام اصلی فادی ابوقاضی حیدر الجموع ابن حمید ابن آشف ابن الوهیب می‌باشد. برادر او کریم الجمیل و او رهبران اصلی گروه تروریستی دوجا هستند.

## داستان رمان
در آغاز شروع داستان، جیسون بورن در اتاق دکتر ساندرلند، متخصص بازگردانی حافظه، که از سوی بهترین دوست بورن مارتین لیندروس به او پیشنهاد شده، نشسته‌است. بورن متأسفانه خبر ندارد که این فرد در واقع کاستین وینتراپ است که در ساعتی که دکتر ساندرلند حضور ندارد نقش او را بازی‌کرده و برای فریب دادن بورن از سوی فادی اجیر شده‌است. او بورن را فریب داده و با مغز او با تزریق مواد پزشکی غلط بازی می‌کند. زمانی که بورن از اتاق او در عصر خارج می‌شود، دو اتفاق می‌افتد؛ وینتراپ به فادی تلفن می‌کند و او را از این‌که همه‌چیز به خوبی پیش‌رفت مطلع می‌کند، و بورن تماسی را از سوی منشی رئیس سی‌آی‌ای، دریافت می‌کند که مارتین لیندروس دزدیده‌شده‌است و به سوی دفتر رئیس سی‌آی‌ای، مرد پیر، مراجعه می‌کند.
او بعد از ورود به مرکز و صحبت با مرد پیر با چند فرد جدید آشنا می‌شود، متیو لرنر (جانشین فعلی رئیس در غیاب لیندروس)، ثریا مور (افسر ارشد سی‌آی‌ای)، هرام سویک (یک زندانی، در واقع فادی با تغییر چهره) و تیم هایتنر (که به عنوان خائن در سی‌آی‌ای ساخته شده). تیم روی مسئله‌ای کار می‌کند که توسط فادی قفل‌گذاری شده‌است. جیسون همراه با ثریا برای دریافت اطلاعات در مورد فادی و پیدا کردن دوستش مارتین و دریافت امر از سوی مرد پیر به سوی هرام سویک که در بند است، در زندان سی‌آی‌ای می‌روند. او برای این‌که از سویک اطلاعات بیشتری بگیرد تصمیم می‌گیرد او را برای مدت کوتاهی از بند خارج کند و به بیرون آورده تا شاید او به خاطر آزادی خودش شروع به صحبت کند. در این بین، با بیرون آمدن سویک، فردی ناشناس موضوع را فهمیده و باعث فرار سویک می‌شوند که به صورت بسیار سنجیده و ازپیش تعیین شده‌ای انجام می‌شود. جنگ آغاز می‌شود و از سوی یک خودرو هامر به سوی بورن و همکارانش شلیک می‌شود.
تیم کشته می‌شود و بورن توسط موتورسایکل و ثریا همراه با هلیکوپتر و نیروی کمکی هامر در حال فرار را تعقیب می‌کنند. در نقطه‌ای هامر متوقف می‌شود، اما سویک قبلاً در فرصتی مناسب از آن گریخته‌است، و با یک حمله انتحاری از بین می‌رود. بورن ثریا را از این حمله نجات می‌دهد اما به دلیل فرار کردن سویک از سوی مرد پیر و دیگران به عنوان خائن شناخته می‌شود و آن‌ها درصدد پیدا کردن او برمی‌آیند. در این بین اعتماد ثریا نیز به بورن از بین می‌رود اما بورن او را قانع کرده و تقاضای کمک می‌کند. آن‌دو درصدد نجات دادن مارتین لیندروس، پیدا کردن فادی و سویک شده و به سوی آفریقا روان می‌شوند...